# سزامکس
سزامکس (به انگلیسی: Sesamex) یک ترکیب شیمیایی با شناسه پاب‌کم ۵۷۹۶ است. شکل ظاهری این ترکیب، مایع رنگی است.